# Comuna 4 (Ciudad de Buenos Aires)
La Comuna 4 es una de las 15 unidades administrativas en las que está dividida la Ciudad Autónoma de Buenos Aires. Está integrada por los barrios de Barracas, La Boca, Nueva Pompeya y Parque Patricios. Está ubicada en el sudeste de la Ciudad, tiene una superficie de 21,6 km² y una población total de 218 245 según el censo de 2010, de la cual 103 166 son hombres, el 47,3% y 115 079 son mujeres, las que representan el 52,7% del total de la comuna. El censo de 2001 registraba 215 539 habitantes, lo que representa un incremento del 1,3%. A partir del 1 de octubre de 2014, presta el servicio de higiene urbana en la comuna la empresa Transportes Olivos - Urbaser Argentina - UTE - urBAsur.

## Historia
Las comunas nacen con la Ley N° 1.777, llamada "Ley Orgánica de Comunas" sancionada por la Legislatura de la Ciudad Autónoma de Buenos Aires el 01/09/2005, promulgada por Decreto N° 1.518 del 04/10/2005 y publicada en el BOCBA N° 2292 del 07/10/2005.
Según la reforma del 22/08/1994, la Constitución de la Nación Argentina, en su Artículo 129 establece que: "La ciudad de Buenos Aires tendrá un régimen de gobierno autónomo, con facultades propias de legislación y jurisdicción, y su jefe de gobierno será elegido directamente por el pueblo de la ciudad. Una ley garantizará los intereses del Estado nacional, mientras la ciudad de Buenos Aires sea capital de la Nación. En el marco de lo dispuesto en este artículo, el Congreso de la Nación convocará a los habitantes de la ciudad de Buenos Aires para que, mediante los representantes que elijan a ese efecto, dicten el estatuto organizativo de sus instituciones".
El nuevo mapa político-administrativo de la Ciudad de Buenos Aires, culmina con la promulgación de la Constitución de la Ciudad de Buenos Aires el 01/10/1996. Ahora, los ciudadanos de la Capital Federal, tienen la posibilidad de elegir a su Jefe de Gobierno a través del voto directo (antes era elegido por el presidente de la Nación). La Legislatura de la Ciudad de Buenos Aires reemplaza al anterior Concejo Deliberante.
La gestión descentralizada de administración porteña estaba manejada por los C.G.P. (Centros de Gestión y Participación) hoy llamados Comunas. El pasado 10/07/2011 los ciudadanos porteños votaron por primera vez a los Miembros de la Junta Comunal, que son 7 e integrarán un Órgano Colegiado que ejercerán el cargo durante 4 años, sin posibilidad de reelección sino con el intervalo de 4 años, o sea que la Junta Comunal se renovará en su totalidad cada 4 años.

## Demografía
| Población Histórica de la COMUNA 4 de la Ciudad Autónoma de Buenos Aires | Población Histórica de la COMUNA 4 de la Ciudad Autónoma de Buenos Aires | Población Histórica de la COMUNA 4 de la Ciudad Autónoma de Buenos Aires | Población Histórica de la COMUNA 4 de la Ciudad Autónoma de Buenos Aires |
| Año                                                                      | Habitantes                                                               | Censo de Población                                                       | Refer.                                                                   |
| ------------------------------------------------------------------------ | ------------------------------------------------------------------------ | ------------------------------------------------------------------------ | ------------------------------------------------------------------------ |
| 1991                                                                     | 215 223                                                                  | Censo argentino de 1991                                                  | [ 6 ]                                                                    |
| 2001                                                                     | 215 046                                                                  | Censo argentino de 2001                                                  | [ 6 ]                                                                    |
| 2010                                                                     | 218 245                                                                  | Censo argentino de 2010                                                  | [ 6 ]                                                                    |
| 2022                                                                     | 230 945                                                                  | Censo argentino de 2022                                                  | [ 2 ]                                                                    |

| Población Histórica de los BARRIOS de la COMUNA 4 de la Ciudad Autónoma de Buenos Aires (CABA) | Población Histórica de los BARRIOS de la COMUNA 4 de la Ciudad Autónoma de Buenos Aires (CABA) | Población Histórica de los BARRIOS de la COMUNA 4 de la Ciudad Autónoma de Buenos Aires (CABA) | Población Histórica de los BARRIOS de la COMUNA 4 de la Ciudad Autónoma de Buenos Aires (CABA) | Población Histórica de los BARRIOS de la COMUNA 4 de la Ciudad Autónoma de Buenos Aires (CABA) | Población Histórica de los BARRIOS de la COMUNA 4 de la Ciudad Autónoma de Buenos Aires (CABA) |
| Puesto                                                                                         | Barrio                                                                                         | Censo 1991                                                                                     | Censo 2001                                                                                     | Censo 2010                                                                                     | Censo 2022                                                                                     |
| ---------------------------------------------------------------------------------------------- | ---------------------------------------------------------------------------------------------- | ---------------------------------------------------------------------------------------------- | ---------------------------------------------------------------------------------------------- | ---------------------------------------------------------------------------------------------- | ---------------------------------------------------------------------------------------------- |
| 1°                                                                                             | Barracas                                                                                       | 73 581                                                                                         | 73 377                                                                                         | 89 452                                                                                         | Sin cambios                                                                                    |
| 2°                                                                                             | La Boca                                                                                        | 46 277                                                                                         | 43 413                                                                                         | 45 113                                                                                         | Sin cambios                                                                                    |
| 3°                                                                                             | Nueva Pompeya                                                                                  | 53 407                                                                                         | 60 465                                                                                         | 42 695                                                                                         | Sin cambios                                                                                    |
| 4°                                                                                             | Parque Patricios                                                                               | 41 958                                                                                         | 37 791                                                                                         | 40 985                                                                                         | Sin cambios                                                                                    |
| TOTAL                                                                                          | COMUNA 4                                                                                       | 215 223                                                                                        | 215 046                                                                                        | 218 245                                                                                        | 230 945                                                                                        |

## Junta Comunal

### Composición 2023-2027
| Comuneros | Comuneros | Comuneros                     | Alianza | Alianza              |
| --------- | --------- | ----------------------------- | ------- | -------------------- |
|           | UCR       | Silvia Mónica Millara         |         | Juntos por el Cambio |
|           | PRO       | Roberto Daniel Gorza          |         | Juntos por el Cambio |
|           | CC-ARI    | Alicia Isabel Reinoso Podestá |         | Juntos por el Cambio |
|           | PJ        | Ignacio Álvarez               |         | Unión por la Patria  |
|           | PJ        | Marta Isabel Yane             |         | Unión por la Patria  |
|           | PJ        | Cristian Vicente Corvalán     |         | Unión por la Patria  |
|           | LLA       | Matías Rubén Nieto            |         | La Libertad Avanza   |

### Presidentes de la Junta Comunal
| N.º | Presidente            | Partido | Partido               | Alianza               | Período                                           |
| --- | --------------------- | ------- | --------------------- | --------------------- | ------------------------------------------------- |
| 1   | Héctor Jorge Apreda   |         | Propuesta Republicana | Propuesta Republicana | 10 de diciembre de 2011 - 10 de diciembre de 2015 |
| 2   | Héctor Jorge Apreda   |         | Propuesta Republicana | Unión PRO             | 10 de diciembre de 2015 - 10 de diciembre de 2019 |
| 3   | Ignacio Álvarez       |         | Partido Justicialista | Frente de Todos       | 10 de diciembre de 2019 - 10 de diciembre de 2023 |
| 4   | Silvia Mónica Millara |         | Unión Cívica Radical  | Juntos por el Cambio  | 10 de diciembre de 2023 - En el Cargo             |